# François Partant
François Partant (1926-1987), pseudonyme de François Roche, est un économiste de formation qui a d'abord travaillé en tant que banquier du développement. Après avoir tenté, dans les années 1960, d'aider au développement de plusieurs pays du tiers monde (Iran, Madagascar), c'est en homme de terrain qu'il prit conscience des aberrations auxquelles conduisaient les politiques de développement menées dans le tiers monde. Il travailla alors pour les gouvernements et les mouvements d'opposition de ces pays avant de se lancer dans une réflexion plus globale sur le système économique et politique international. Il est l'un des premiers à développer l'idée d'un après-développement.

## Parcours
C'est en raison de ses activités professionnelles de cadre de haut niveau dans le secteur bancaire que François Partant a décidé de prendre ce pseudonyme. Il pouvait ainsi se permettre une plus grande liberté de ton.
Il travaille initialement à Paris pour une grande banque privée française, avant d'accepter, au cours des années 1960 de partir comme directeur d'agence à Téhéran en Iran, sous le régime du Shah. C'est là qu'il commence à remettre en cause les pratiques bancaires qu'il a pour mission d'effectuer. À la même période, il rencontre les leaders de l'opposition au Shah, et finit par prêter régulièrement sa maison comme lieu de rencontre des différents partis d'opposition au régime.
Après quelques années et un infarctus, il retourne à Paris puis rentre dans une banque du secteur public qui l'envoie diriger une société d'investissement à Madagascar durant quatre ans. Il travaille au « développement » de l'île, activité qu'il jugera sévèrement plus tard. Il revient en France peu avant les évènements de mai 1968.
À la suite de cela, il décide de renoncer à tout travail salarié pour se consacrer à l'écriture. Ses écrits datant de cette période sont aujourd'hui introuvables car il les a lui-même fait disparaître a posteriori, ne les jugeant pas satisfaisants.
C'est au Sud-Yémen à Aden que Partant expérimente sa première intervention non-professionnelle en 1969. En butte à l'incompréhension des autorités, il élabore son projet, constamment retravaillé depuis, de Centrale économique.
En 1971, il est contacté par le gouvernement de la République populaire du Congo, afin d'étudier le financement du plan de développement de ce pays. Rendu méfiant par ses précédentes expériences, il s'y rend d'abord en touriste afin de se rendre compte par lui-même de la situation. Il est, selon ses propres termes, consterné par ce qu'il découvre. Il rédige alors une notice critiquant les fondements du plan, destinée au ministre concerné. Le ministre, réceptif aux thèses de Partant, est emprisonné à la suite de règlements de compte internes au parti marxiste alors au pouvoir. Cette notice, considérablement augmentée, constitue la base de son livre La Guérilla économique, paru en 1976.
Partant décide de reprendre la route et alors qu'il est en visite à Madagascar, se déroulent à Tananarive les événements du « mai malgache » de 1972. Il reste trois ans à Madagascar et prend part aux événements révolutionnaires qui suivirent dans le pays. Il fait circuler l'étude qu'il a rapportée du Congo jusque dans les ministères et analyse la situation pour différents journaux de la presse malgache et pour Le Monde diplomatique à travers plusieurs articles qu'il signe sous divers pseudonymes. Alors qu'il est l'objet de menaces de mort et que la situation malgache revient à l'ordre ancien, Partant décide de retourner en France après un bref séjour en Tanzanie.
En 1975 et 1976, il participe au scénario et au tournage de sept reportages de la série Au nom du Progrès, réalisée par Gordian Troëller et Marie-Claude Deffarge.
Il se consacre ensuite à l'écriture d'articles et de livres, collaborant occasionnellement à bon nombre de revues. Il publie en 1978 Que la crise s'aggrave, livre au titre provocateur mais au contenu économique très élaboré, qui s'emploie à bousculer les tabous. Cet ouvrage, comme le précédent, se vend mal. Partant cherche alors une autre façon de faire passer ses idées et rédige le Pédalo ivre, paru en 1980, ouvrage qui raconte la découverte de la société idéale au milieu du lac Léman, mélange de roman philosophique à la Voltaire et d'utopie libertaire, de traité théorique et de joyeuse gaudriole.
Deux ans plus tard, en 1982, paraît son livre le plus connu, La Fin du développement, naissance d'une alternative ?, où, après avoir longuement enterré le développement, il cherche à théoriser ce qui pourrait être une alternative au vieux monde finissant. Durant cette période, et jusqu'à la fin de sa vie, Partant collabore régulièrement au bulletin de l'association Champs du Monde, animé notamment par François de Ravignan.
Partant travaillait sur un nouvel ouvrage alors qu'il meurt en 1987. Le livre sera mis en forme par un groupe d'amis parisiens de François Partant et paraît en octobre 1988 sous le titre La Ligne d'horizon. Loin de n'être qu'un complément à La Fin du développement, ce texte analyse l'idéologie du progrès, traite de la crise comme d'un blocage du système, et de l'agriculture comme, peut-être, l'espoir d'une reconstruction ; et aussi des aventures d'un milliardaire idéaliste…